# Menzonio
Menzonio è una frazione di 87 abitanti del comune svizzero di Lavizzara, nel Canton Ticino (distretto di Vallemaggia).

## Storia

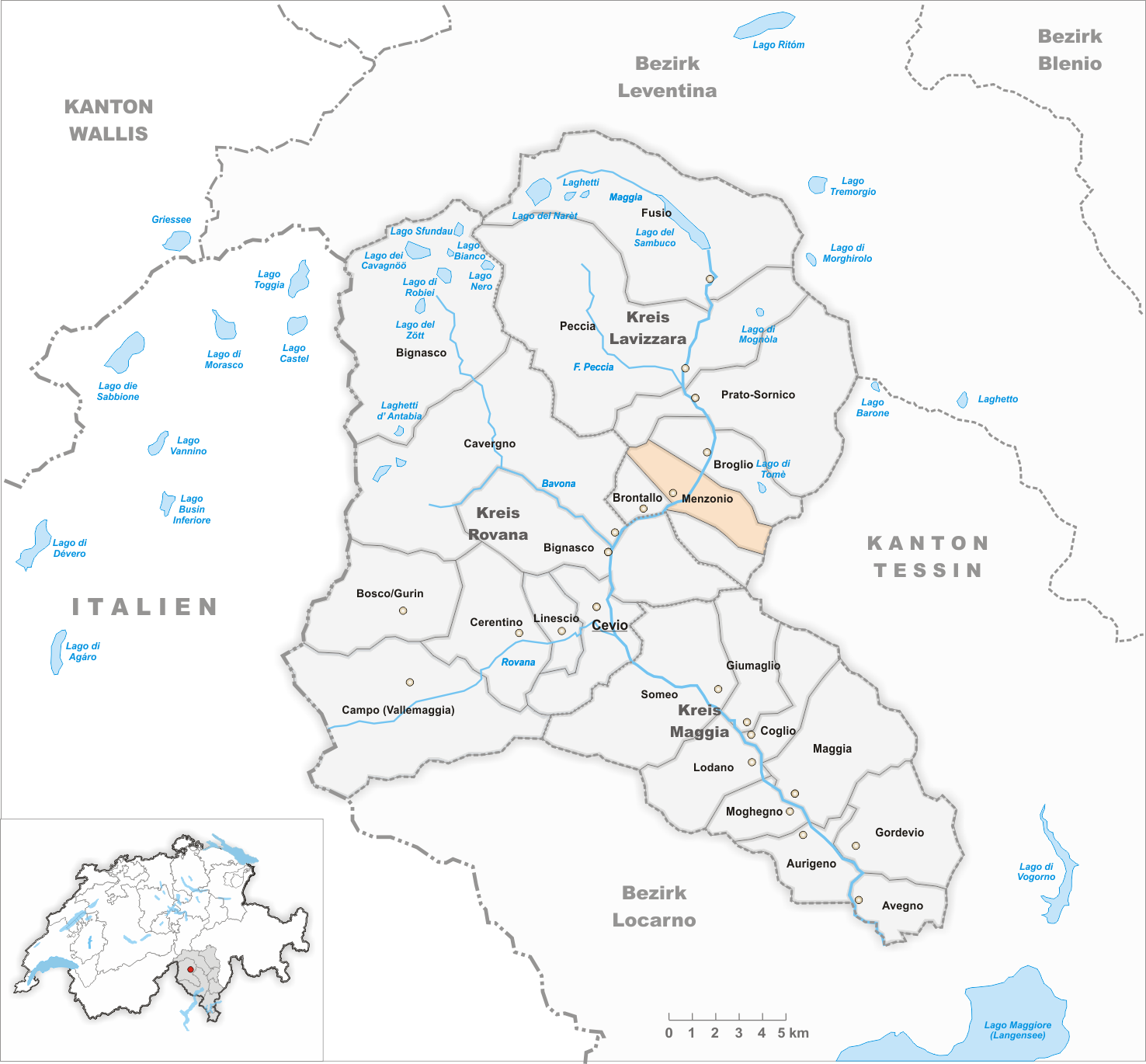
Il territorio del comune di Menzonio prima degli accorpamenti comunali del 2004

Già comune autonomo che si estendeva per 10,68 km², il 4 aprile 2004 è stato accorpato agli altri comuni soppressi di Broglio, Brontallo, Fusio, Peccia e Prato-Sornico per formare il comune di Lavizzara.

## Monumenti e luoghi d'interesse

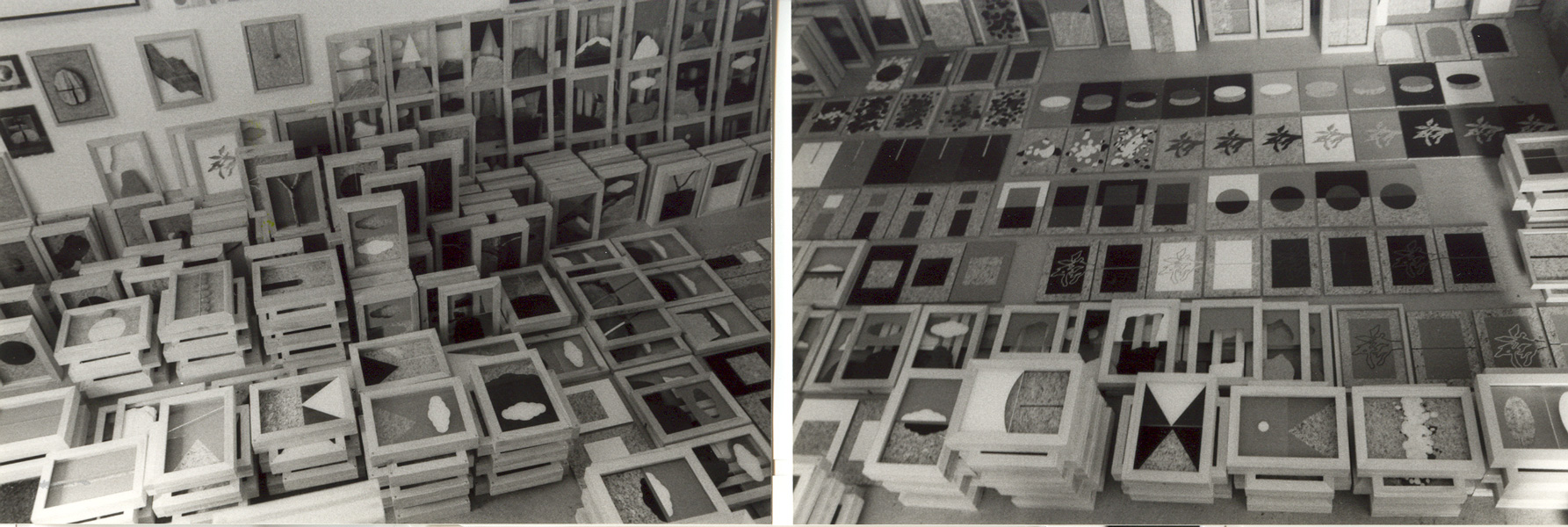
Alchimia della Visione - Archeologia del Pensiero di Gianfredo Camesi

- Chiesa parrocchiale dei Santi Giacomo e Filippo, attestata dal XV secolo[2].
- Alchimia della Visione - Archeologia del Pensiero, opera di Gianfredo Camesi del 1985[1].

## Società

### Evoluzione demografica
L'evoluzione demografica è riportata nella seguente tabella:
Abitanti censiti

## Amministrazione
Ogni famiglia originaria del luogo fa parte del cosiddetto comune patriziale e ha la responsabilità della manutenzione di ogni bene ricadente all'interno dei confini della frazione.